# Xenorhina macrodisca
Espèce
Statut de conservation UICN

 DD  : Données insuffisantes
Xenorhina macrodisca est une espèce d'amphibiens de la famille des Microhylidae.

## Répartition
Cette espèce est endémique de la province indonésienne de Papouasie en Nouvelle-Guinée occidentale. Elle n'est connue que par son holotype collecté dans le bassin amont de la rivière Wapoga, à 1 070 m d'altitude,.

## Publication originale
- Günther & Richards, 2005 : Two new tree-dwelling species of the genus Xenorhina from New Guinea (Anura, Microhylidae). Mitteilungen aus dem Museum für Naturkunde in Berlin - Zoologische Reihe, vol. 81, no 2, p. 167-176.